# The Chronological Classics: Louis Armstrong and His Orchestra 1938-1939
| Recensione | Giudizio |
| ---------- | -------- |
| AllMusic   | [ 1 ]    |

The Chronological Classics: Louis Armstrong and His Orchestra 1938-1939 è una Compilation discografica del trombettista e cantante Jazz Louis Armstrong, pubblicato dall'etichetta discografica francese Classics Records nel 1990.

## Tracce
1. On the Sentimental Side – 2:24 (Johnny Burke, Jimmy Monaco) – Registrato il 18 maggio 1938 a New York
2. It's Wonderful – 2:34 (Mitchell Parish, Cameron Salter Wells, Leroy Stuff Smith) – Registrato il 18 maggio 1938 a New York
3. Something Tells Me – 2:30 (Mack Gordon, Harry Warren) – Registrato il 18 maggio 1938 a New York
4. Love Walked In – 2:28 (Ira Gershwin, George Gershwin) – Registrato il 18 maggio 1938 a New York
5. The Flat Foot Floogie – 2:57 (Bud Green, Slim Gaillard, Slam Stewart) – Registrato il 10 giugno 1938 a New York
6. The Song Is Ended – 3:09 (Irving Berlin) – Registrato il 13 giugno 1938 a New York
7. My Walking Stick – 2:40 (Irving Berlin) – Registrato il 13 giugno 1938 a New York
8. Shadrack – 2:28 (Robert McGimsey) – Registrato il 14 giugno 1938 a New York
9. Going to Shout All Over God's Heaven – 2:49 (Tradizionale) – Registrato il 14 giugno 1938 a New York
10. Nobody Knows the Trouble I've Seen – 3:11 (Tradizionale) – Registrato il 14 giugno 1938 a New York
11. Jonah and the Whale – 2:46 (Robert McGimsey) – Registrato il 14 giugno 1938 a New York
12. Naturally – 2:46 (Harry Barris) – Registrato il 24 giugno 1938 a New York
13. I've Got a Pocketful of Dreams – 2:52 (Johnny Burke, Jimmy Monaco) – Registrato il 24 giugno 1938 a New York
14. I Can't Give You Anything But Love – 2:54 (Dorothy Fields, Jimmy McHugh) – Registrato il 24 giugno 1938 a New York
15. Ain't Misbehavin' – 2:55 (Andy Razaf, Harry Brooks, Fats Waller) – Registrato il 24 giugno 1938 a New York
16. Elder Eatmore's Sermon on Throwing Stones – 4:17 (Alex Rogers) – Registrato l'11 agosto 1938 a New York
17. Elder Eatmore's Sermon on Generosity – 4:21 (Alex Rogers) – Registrato l'11 agosto 1938 a New York
18. Jeepers Creepers – 2:38 (Johnny Mercer, Harry Warren) – Registrato il 18 gennaio 1939 a New York
19. What Is That Thing Called Swing? – 3:05 (Horace Gerlach, Louis Armstrong) – Registrato il 18 gennaio 1939 a New York
20. Rockin' Chair – 3:15 (Hoagy Carmichael) – Registrato il 20 febbraio 1939 a New York
21. Lazybones – 3:13 (Johnny Mercer, Hoagy Carmichael) – Registrato il 20 febbraio 1939 a New York
22. Hear Me Talkin' to Ya – 3:04 (Louis Armstrong, Don Redman) – Registrato il 5 aprile 1939 a New York
23. Save It, Pretty Mama – 2:58 (Don Redman) – Registrato il 5 aprile 1939 a New York

- Brano Something Tells Me nella tracklist del CD il brano è assegnato a Mack Gordon ed Harry Warren mentre sul Catalog of Copyright Entries (pagina 825) il brano è accreditato a: Johnny Mercer (testi) ed Harry Warren (musica)

## Musicisti
On the Sentimental Side / It's Wonderful / Something Tells Me / Love Walked In

(Louis Armstrong and His Orchestra)
- Louis Armstrong - tromba, voce
- Shelton Hemphill - tromba
- J.C. Higginbotham - trombone
- Rupert Cole - clarinetto, sassofono alto
- Charlie Holmes - sassofono alto
- Bingie Madison - clarinetto, sassofono tenore
- Luis Russell - pianoforte, arrangiamenti
- Lee Blair - chitarra
- Red Callender - contrabbasso
- Paul Barbarin - batteria

The Flat Foot Floogie / The Song Is Ended / My Walking Stick

(Louis Armstrong with the Mills Brothers)
- Louis Armstrong - tromba
- Harry Mills - voce baritono
- Herbert Mills - voce tenore
- Donald Mills - voce tenore
- John Mills, Sr. - contrabbasso
- Norman Brown - chitarra

Shadrack / Going to Shout All Over God's Heaven / Nobody Knows the Trouble I've Seen / Jonah and the Whale

(Louis Armstrong with the Decca Mixed Chorus)
- Louis Armstrong - voce con accompagnamento musicale (brani: Shadrack, Going to Shout All Over God's Heaven e Jonah and the Whale)
- Louis Armstrong - voce senza accompagnamento musicale (brano: Nobody Knows the Trouble I've Seen)
- Lyn Murray - direttore orchestra e coro
- Sconosciuti (2) - pianoforte (brani: Shadrack, Going to Shout All Over God's Heaven e Jonah and the Whale)
- Sconosciuto - chitarra
- Sconosciuto - contrabbasso
- Sconosciuto - batteria

Naturally / I've Got a Pocketful of Dreams / I Can't Give You Anything But Love / Ain't Misbehavin
- Louis Armstrong - tromba, voce
- Bob Cusumano - tromba
- Johnny McGee - tromba
- Al Philburn - trombone
- Sid Stoneburn - clarinetto
- Nat Jaffe - pianoforte
- Dave Barbour - chitarra
- Haig Stephens - contrabbasso
- Sam Weiss - batteria

Elder Eatmore's Sermon on Throwing Stones / Elder Eatmore's Sermon on Generosity
- Louis Armstrong - discorso
- Harry Mills - accompagnamento discorso, commenti con cori

Jeepers Creepers / What Is This Thing Called Swing?

(Louis Armstrong and His Orchestra)
- Louis Armstrong - tromba, voce
- Shelton Hemphill - tromba
- Otis Johnson - tromba
- Henry Allen - tromba
- Wilbur de Paris - trombone
- George Washington - trombone
- J.C. Higginbotham - trombone
- Rupert Cole - sassofono alto
- Charlie Holmes - sassofono alto
- Albert Nicholas - sassofono tenore
- Bingie Madison - sassofono tenore
- Luis Russell - pianoforte, arrangiamenti
- Lee Blair - chitarra
- Pops Foster - contrabbasso
- Sidney Catlett - batteria

Rockin' Chair / Lazybones

(Louis Armstrong with The Casa Loma Orchestra)
- Louis Armstrong - tromba, voce
- Frank Zullo - tromba
- Grady Watts - tromba
- Sonny Dunham - tromba
- Murray McEarchern - trombone, sassofono alto
- Russell Rauch - trombone
- Pee Wee Hunt - trombone
- Pee Wee Hunt - voce (brano: Rockin' Chair)
- Art Ralston - sassofono alto
- Clarence Hutchinrider - sassofono alto
- Pat Davis - sassofono tenore
- Dan d'Andrea - sassofono tenore
- Kenny Sargent - sassofono baritono
- Howard Hall - pianoforte
- Jack Blanchette - chitarra
- Stan Dennis - contrabbasso
- Tony Briglia - batteria

Hear Me Talkin' to Ya / Save It, Pretty Mama

(Louis Armstrong and His Orchestra)
- Louis Armstrong - tromba
- Louis Armstrong - voce (brano: Save It, Pretty Mama)
- Shelton Hemphill - tromba
- Otis Johnson - tromba
- Henry Allen - tromba
- Wilbur de Paris - trombone
- George Washington - trombone
- J.C. Higginbotham - trombone
- Rupert Cole - clarinetto, sassofono alto
- Charlie Holmes - clarinetto, sassofono alto
- Joe Garland - sassofono tenore
- Bingie Madison - sassofono tenore
- Luis Russell - pianoforte, arrangiamenti
- Lee Blair - chitarra
- Pops Foster - contrabbasso
- Sidney Catlett - batteria[2]